# Italiens Grand Prix 1969
Italiens Grand Prix 1969 var det åttonde av elva lopp ingående i formel 1-VM 1969.

## Resultat
1. Jackie Stewart, Tyrrell (Matra-Ford), 9 poäng
2. Jochen Rindt, Lotus-Ford, 6
3. Jean-Pierre Beltoise, Tyrrell (Matra-Ford), 4
4. Bruce McLaren, McLaren-Ford, 3
5. Piers Courage, Williams (Brabham-Ford), 2
6. Pedro Rodríguez, Ferrari, 1
7. Denny Hulme, McLaren-Ford
8. Jo Siffert, R R C Walker (Lotus-Ford) (varv 64, motor)
9. Graham Hill, Lotus-Ford (63, bakaxel)
10. Jacky Ickx, Brabham-Ford (61, bränslebrist)

### Förare som bröt loppet
- John Surtees, BRM (varv 60, för få varv)
- Jackie Oliver, BRM (48, oljetryck)
- Silvio Moser, Bellasi (Brabham-Ford) (9, bränsleläcka)
- Jack Brabham, Brabham-Ford (6, oljeläcka)
- John Miles, Lotus-Ford (3, motor)

## VM-ställning
| Förarmästerskapet 1. Jackie Stewart, Tyrrell (Matra-Ford), 60 2. Bruce McLaren, McLaren-Ford, 24 3. Jacky Ickx, Brabham-Ford, 22 | Konstruktörsmästerskapet 1. Matra-Ford, 60 2. Lotus-Ford, 34 3. Brabham-Ford, 30 |